# Mangifera campnospermoides
Mangifera campnospermoides es una especie de planta de la familia Anacardiaceae. Es un árbol endémico de Kalimantan en Indonesia. Es una Especie en peligro crítico de extinción amenazada por la pérdida de hábitat.